# August Conrady
August Conrady, född den 28 april 1864 i Wiesbaden, död den 4 juni 1925 i Leipzig, var en tysk sinolog.
Conrady blev 1897 professor vid Leipzigs universitet, och utgav en rad idérika och skarpsinniga arbeten, bland annat Die chinesichen Handschriften- und sonstigen Kleinfunde Sven Hedins in Lou-Lan (1920) och avdelningen China i Julius von Pflugk-Harttungs Weltgeschichte.